# Зворничка регата
Зворничка регата је спортско-туристичка манифестација на којој се учесници чамцима спуштају низ ријеку Дрину. Одржава се у оквиру „Зворничког културног љета” у организацији општине Зворник и рафтинг клуба Еко Дрина.

## Историја
Осма Зворничка регата која се одржала 7. августа 2011. је кренула са Градске плаже у Зворнику 30 километара низводно до Шепка.
Претходна седма регата 2010. је кренула од хидроелектране Бајина Башта, зауставила се на крају дана у Братунцу гдје су учесници преноћили, а сљедећег дана је наставила све до Зворничког језера.